# 1er régiment de voltigeurs de la Garde impériale
Pour l'unité du Second Empire, voir Voltigeurs de la Garde impériale (Second Empire).
Le 1er Voltigeurs de la garde est un régiment français des guerres napoléoniennes. Il fait partie de la Jeune Garde

## Historique du régiment
- 1809 - Créé et nommé 1er régiment de Tirailleurs-Chasseurs de la garde impériale
- 1810 - 1er régiment de Voltigeurs de la Garde impériale
- 1814 - Dissout.
- 1815 - Reformé 1er Régiment de Voltigeurs de la Garde Impériale

## Chef de corps
- 1809 : Joseph Boyer de Rebeval
- 1809 : François Rosey
- 1810 : Antoine Mallet
- 1813 : Jean-Baptiste Jamin
- 1813 : Jacques-Casimir Jouan
- 1813 : Auguste de Contamine
- 1815 : Joseph Secrétan

## Batailles
Ce sont les batailles principales où fut engagé très activement le régiment. Il participa évidemment à plusieurs autres batailles, surtout en 1814.
- 1809 : 
  - Bataille d'Essling
  - Bataille de Wagram
- 1812 : Campagne de Russie
  - Bataille de Smolensk
  - Bataille de Krasnoé
- 1813 : Campagne d'Allemagne
  - Bataille de Lützen,
  - Bataille de Dresde
  - 16-19 octobre : Bataille de Leipzig
- 1814 : Campagne de France
  - Bataille d'Épinal,
  - 14 février 1814 : Bataille de Vauchamps
  - Bataille de Brienne
  - Bataille de Craonne
- 1815 : 
  - Bataille de Ligny
  - Bataille de Waterloo

Par ordonnance du 12 mai 1814 le régiment est dissous et ses éléments dispersés :
- Le fond du 1er régiment de voltigeurs de la Garde impériale est incorporé dans le 15e régiment d'infanterie légère.